# Лавров Юрій Павлович
Юрій Павлович Лавров (29 квітня 1932, Київ — 29 серпня 2000, Київ) — український історик, дослідник соціально-економічної історії України кінця XIX — початку XX століття, українського національного руху.

## Біографія
Народився 29 квітня 1932 року у місті Києві. Син історика П. А. Лаврова. 1956 року закінчив історичний факультет Київського державного університету. У 1956–1958 роках викладав історію у середній школі в Київській області. У 1958–1961 роках — старший лаборант, у 1961–1969 роках — молодший науковий співробітник відділу історії капіталізму Інституту історії АН УРСР. У 1969–1971 роках — вчений секретар Відділення економіки, історії, філософії і права АН УРСР. У 1971–2000 роках — старший науковий співробітник відділу історії України кінця XIX — початку XX століття Інституту історії України НАН України. У 1967 році, під керівництвом доктора історичних наук Ф. Є. Лося, захистив кандидатську дисертацію на тему: «Робітники металургійної промисловості України і їх революційна боротьба в 1885–1904 рр.»
Помер в Києві 29 серпня 2000 року.

## Праці
Автор понад 60 наукових праць. Серед них:
- Организации рабочих и съезды горнопромышленников Юга России // Рабочий класс Украины в общероссийском революционно-освободительном движении. — Київ, 1988;
- Загальний страйк на Півдні Росії і гірничопромислова буржуазія // Історичні дослідження. Вітчизняна історія. — Випуск 13. — Київ, 1987;
- Ставлення гірничопромислової буржуазії Півдня Росії до робітничих законів царського уряду 1886 та 1892 років // УІЖ. — 1984. — № 8;
- Антинародна діяльність з'їзду гірничопромисловців Півдня Росії в період революції // Історичні дослідження. Вітчизняна історія. — Випуск 9. — Київ, 1983;
- 80-річчя Київського «Союзу боротьби за визволення робітничого класу» // УІЖ. — 1977. — № 3;
- Розміщення металургійної промисловості на Україні у 70-90-х роках XIX ст. // Український історично-географічний збірник. — Випуск 2. — Київ, 1972;
- Металурги України в авангарді революційної боротьби. — Київ, 1970;
- Склад робітників металургійної промисловості України наприкінці XIX — на поч. XX ст. // УІЖ. — 1965. — № 7;
- Іноземні капіталовкладення у металургійну промисловість Півдня України (друга пол. XIX — поч. XX ст.) // УІЖ. — 1964. — № 3;
- 3 історії революційного робітничого руху на Україні на початку XX ст. // З історії суспільно-економічного розвитку та класової боротьби на Україні (XVI — поч. XX ст.). — Київ, 1963.